# Polícia Especial
A Polícia Especial foi uma divisão uniformizada da Polícia Civil do Distrito Federal (atual Polícia Civil do Estado do Rio de Janeiro), fundada em 5 de agosto de 1932, durante o regime ditatorial de Getúlio Vargas, sendo Chefe de Polícia João Alberto Lins e Barros.

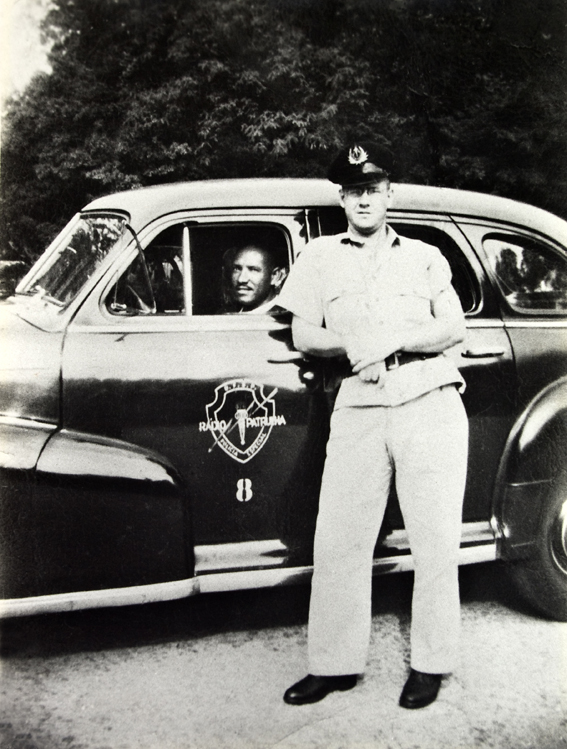
Primeira rádio-patrulha do Rio de Janeiro, operada pela Polícia Especial - 1948

Era organizada como uma "força de choque", ou de intervenção, treinada e aparelhada para enfrentar distúrbios populares com coragem e eficiência, mantendo a ordem pública, num período de grande efervescência política.
Foi constituída, inicialmente, por cinquenta homens da Guarda Civil do Distrito Federal (que fazia, à época, o policiamento ostensivo da cidade do Rio de Janeiro), cinquenta homens da Polícia Militar e cem atletas selecionados em clubes desportivos cariocas. Mais tarde, teve o efetivo aumentado para 500 policiais, através de concursos públicos realizados pelo Departamento Administrativo do Serviço Público (DASP).
Aquartelados no Morro de Santo Antônio, no Centro do Rio, reuniam-se em cinco grupos ou esquadrões, cada grupo com quatro "choques" (grupos de enfrentamento) e cada "choque" composto por vinte e cinco policiais, sendo um chefe, um subchefe, dois motoristas, doze vanguardeiros, três granadeiros-lançadores e seis policiais equipados com submetralhadoras. Vestiam uniformes cáqui e quepe vermelho, que os caracterizou diante da população.
Além do controle de distúrbios, a corporação possuía esquadrões com os mais hábeis motociclistas do país, empregados como batedores do Presidente da República e de autoridades estrangeiras em visita ao Brasil. Eram, também, preferencialmente, designados para a proteção do Chefe de Estado nas solenidades oficiais.
Foi a primeira tropa que em 11 de maio de 1938, por ocasião do assalto das milícias integralistas ao Palácio Guanabara, deu enfrentamento àqueles combatentes, impedindo a invasão do interior da residência presidencial.
Em 1948, durante o governo do Marechal Eurico Gaspar Dutra, foi criado, na cidade do Rio, o serviço de rádio patrulha, para pronto atendimento das ocorrências policiais, operado pela Polícia Especial, com a utilização de viaturas Chevrolet, modelo sedan de luxo.
Essa corporação onde se cultivou a repressão, foi extinta em 21 de abril de 1960, por ocasião da criação do estado da Guanabara, a pedido dos seus próprios integrantes, que foram reenquadrados como detetives da Polícia Civil do novo estado.
Destacaram-se como comandantes da Polícia Especial, Danilo Nunes, José Acioli, José Almeida Ribeiro, José Clarais e Hermes da Fonseca Neto.